# 대한민국 해병대사령부
해병대사령부(海兵隊司令部)는 대한민국 경기도 화성시에 있는 대한민국 해병대를 총괄하는 사령부이다. 1987년 11월 1일 창설되었다.

## 설치 근거 및 소관 업무

### 설치 근거
- 국군조직법 제14조제1항
- 해병대사령부 직제 제2조

### 소관 업무
- 해병대의 정책, 군사력 건설의 소요(所要) 능력 요청, 편성, 교육·훈련, 인사, 군수 및 작전, 그 밖에 해병대의 운영에 관한 사항

## 역사
사령부는 창원시 진해구 진해비행장에서 해병대의 창설에 따라 1949년 4월 15일에 설립되었으며, 신현준 중령과 김성은 중령이 각각 초대 사령관과 참모장에 임명되었다. 8월 15일에 행해진 광복절 4주년 기념식에서 민간에 대외적으로 공개되었다.
한국 전쟁 동안 전선에 따라 부산, 이천, 서울, 원산, 진해로 옮겨갔으며, 1951년 5월 20일에는 부산 용두산공원에 두었다. 휴전 후에는 1955년 3월 26일에 서울 후암동, 이듬해 1956년 6월 30일에 서울 한남동으로 옮겨갔다.
국방부훈령 제157호가 발효되어 1973년 10월 10일에 사령부는 해체되고, 사령관은 해군제2참모차장이 되었다. 이후 해군에 통합되어 운용하면서 문제점이 생겨 14년 후인 1987년 11월 1일에 재설립되었다.
1994년 4월 6일 서울특별시 신길동에서 경기도 화성군으로 옮겨갔다.

### 연혁
- 1949년 4월 15일: 해병대사령부 창설.
- 1973년 10월 10일: 해병대사령부를 해군본부에 통폐합.
- 1987년 11월 1일: 해병대사령부 재창설.

## 조직
- 사령관 소속기관은 특별참모부로, 부사령관 소속기관은 일반참모부로 구별한다.

### 사령관
전력기획실
공보정훈실
감찰실
법무실
군종실
비서실

### 부사령관
인사참모처
정보참모처
작전참모처
작전계획참모처
군수참모처
지휘통신참모처
공병참모처
교육훈련참모처
화력참모처

### 부대 편제
- 서북도서방위사령부
- 해병대 교육훈련단
- 해병대 군수단
- 해병대 제1사단
- 해병대 제2사단
- 해병대 제6여단
- 해병대 제9여단
- 연평부대
- 해병대 특수수색대대
- 해병대 항공단